# Родригес, Мартин (политик)
Мартин Родригес (исп. Martín Rodríguez; 4 июля 1771, Буэнос-Айрес— 5 марта 1845, Монтевидео) — аргентинский политик и военный. Он сыграл видную роль в борьбе против английских вторжений, в политическом процессе Майской революции, в войне за независимость Аргентины и в борьбе за независимость Боливии. Он занимал должность губернатора Буэнос-Айреса в течение четырех лет (когда в состав провинции Буэнос-Айрес еще входил автономный город Буэнос-Айрес, уже отделенный с 1880 года).

## Биография
Родился в Буэнос-Айресе 4 июля 1771 года в семье Фермина Родригеса Хименеса де Паса (1745—1816), капитана города Часкомус, и Руфины Тадеи Родригес-Магелланес (1749—1804). Он учился в Королевском колледже Сан-Карлос и посвятил себя полевым исследованиям.
Он сражался во время английских вторжений в качестве заместителя командира гусарского полка под командованием Хуана Мартина де Пуэйрредона. Принимал активное участие в событиях Майской революции. После формирования Первой хунты он был направлен в Энтре-Риос в поддержку Мануэля Бельграно, действовавшего в Парагвае, в чине полковника.
Он был одним из лидеров, организовавших ополчения, оставшиеся в Буэнос-Айресе в поддержку Корнелио Сааведры во время Революции 5 и 6 апреля 1811 года. За это участие он был заключен в тюрьму Сан-Хуан.
В 1812 году он принял участие в битве при Сальте, командуя левым крылом, вскоре вернувшись в Буэнос-Айрес. В начале Третьей экспедиции по оказанию помощи Верхнему Перу он был назначен начальником штаба и авангарда Армии Севера, во главе которой он потерпел поражение в битве при Эль-Техаре и был взят в плен. После освобождения он стал председателем суда и провинции Чаркас.
21 октября 1815 года он потерпел второе, гораздо более серьезное поражение в битве при Венте и Медии. Он не участвовал в окончательном поражении при Сипе-Сипе, но после этого был снова побеждён в небольшом сражении при Кабеса-де-Буэй. За эти поражения он провел несколько лет в заключении, но в октябре 1818 года был оправдан.
Он сражался в битве при Сепеде под командованием Хосе Рондо, командуя кавалерией Директории Соединенных провинций, быстро уничтоженной федералистами. Несколько месяцев спустя, он сопровождал Мануэля Доррего в его походе в провинцию Санта-Фе, но вернулся в столицу до своего поражения в битве при Гамонале.

## Правительство Буэнос-Айреса
26 сентября 1820 года Совет представителей провинции Буэнос-Айрес назначил Мартина Родригеса губернатором. Его поддерживали владельцы ранчо, а также представители среднего и высшего социальных слоев города.
В первые дни его правления произошло восстание при федеральной поддержке, но оно было насильственно подавлено Хуаном Мануэлем де Росасом, который вошел в город с «Colorados del Monte» — группой высокодисциплинированных гаучо, вооруженных за его счет, — и восстановил Родригеса в должности. Именно в этот момент Росас получил титул «Прославленный восстановитель законов».
Совет представителей предоставил новому губернатору Родригесу «полные полномочия», позволив ему восстановить порядок в городе.
Мартин Родригес управлял провинцией Буэнос-Айрес с 1820 по 1824 год. Его правительство придерживалось унитарных тенденций, а его работами руководили в основном Бернардино Ривадавия, министр правительства, совместно с Мануэлем Хосе Гарсией, министром финансов, а с 1823 года — правительственный советник Мигель Мариано де Вильегас.
После окончания срока полномочий Мартина Родригеса управление провинцией взял на себя генерал Хуан Грегорио де Лас Эрас.

## Бенегасский договор
Мартин Родригес пытался положить конец войне с провинцией Санта-Фе, чтобы восстановить мир и безопасность в сельской местности. Губернатор Санта-Фе Эстанислао Лопес предложил заключить соглашение после победы над войсками Буэнос-Айреса в битве при Гамонале, и губернатор Буэнос-Айреса принял переговоры. Посредничество осуществлял губернатор Кордовы Хуан Баутиста Бустос.
В ноябре 1820 года был подписан Бенегасский договор, подтвердивший мир между провинциями Буэнос-Айрес и Санта-Фе. Было решено, что Буэнос-Айрес должен предоставить Санта-Фе 25 000 голов скота в качестве компенсации за военные расходы.

## Четырехсторонний договор
25 января 1822 года был подписан Четырехсторонний договор между провинциями Буэнос-Айрес, Санта-Фе, Энтре-Риос и Корриентес. Пакт был прежде всего наступательно-оборонительным договором против португальской угрозы и соглашением о свободном речном судоходстве между четырьмя провинциями. Было установлено:
- Мир и союз четырех провинций и союз против возможной иностранной агрессии, будь то испанская или португальская.
- Свободное судоходство по рекам для подписавших провинций
- Отзыв депутатов с «маленького Кордовского конгресса»
- Любая из договаривающихся провинций могла созвать конгресс, когда сочтет это целесообразным.

## Реформы
Мартин Родригес назначил Бернардино Ривадавию государственным министром и провел ряд реформ. Он провел земельную реформу, поощряя использование залежных земель, ограничил власть церкви, полиции и военных, восстановил отношения с северо-восточным каудильо Эстанислао Лопесом и основал город Тандиль, первый в стране Музей естественных наук, Банк провинции Буэнос-Айрес и Университет Буэнос-Айреса, среди других государственных учреждений. Эти реформы столкнулись с сильным противодействием со стороны священнослужителей, таких как Франсиско де Паула Кастаньеда, или консервативных политиков, таких как Грегорио Гарсия де Тагле. Последний возглавил кратковременный мятеж против правительства, который стоил ему изгнания.

## Борьба с коренным населением
7 марта 1820 года, когда Мартин Родригес был главнокомандующим кампанией в Буэнос-Айресе, он подписал мирный договор с «дружественными индейцами», представленными владельцем ранчо Франсиско Эрмогенесом Рамосом Мехиа, названный Договором Мирафлореса.
Достигнутый мир продлился недолго, поскольку в конце 1820 года на границе началась бурная реакция коренных народов. Бывший председатель Верховного суда Чили Хосе Мигель Каррера захватил испанский следственный изолятор Лас-Брускас и вместе с вождями Янкетрусом и Пабло совершил набег, в результате которого был разграблен город Сальто, что привело к многочисленным жертвам. Родригес решил выйти и преподать им урок. Он прибыл на ранчо Рамоса Мехии и арестовал его. Он обвинил его друзей-индейцев в организации набегов и убийстве невинных индейцев.
Но именно это снова разожгло войну, и коренные жители напали на Часкомус, Пергамино и Долорес, угнав десятки тысяч коров. Убежденный в том, что единственное, что можно сделать, — это победить индейцев, Мартин Родригес в 1822 году провел новую и лучше организованную кампанию, в ходе которой на следующий год были достигнуты важные успехи на границе: 4 апреля 1823 года был основан форт Индепенденсия, давший начало городу Тандиль.
На практике главной целью продвижения границы было эффективное установление суверенитета провинции над пустыней и расширение территории, отведенной под животноводство. Ближе к концу своего мандата он предпринял третий поход, в ходе которого дошел до нынешней Баия-Бланки, но не добился значительных результатов.

## Последние годы
После завершения своего срока на посту губернатора провинции Буэнос-Айрес Мартин Родригес в начале 1825 года был назначен главой наблюдения на реке Уругвай, чтобы контролировать ситуацию перед лицом кампании «Тридцать три Ориенталес». Ему было приказано сохранять нейтралитет и арестовать захватчиков в случае поражения. Когда победы Хуана Антонио Лавальехи привели к началу Бразильской войны, его сменил Карлос Мария де Альвеар.
В 1828 году Мартин Родригес присоединился к революции Хуана Лавалье против Мануэля Доррего и был временным губернатором в течение двух месяцев, с мая по июнь 1829 года. Находясь на этой должности, 10 июня он создал Политическое и военное командование Фолклендских островов.
В 1830 году он эмигрировал в Монтевидео. Там он написал свою автобиографию и много лет спустя сотрудничал с Лавалье в его кампании 1840 года против Росаса.
Мартин Родригес хотел присоединиться к Хосе Марии Пасу в его обороне города Монтевидео от осады Мануэля Орибе, но слабое здоровье не позволило ему сделать это: он практически ослеп. Его сыновья Фермин, Мартин Феликс и Антонио участвовали в обороне, последний — в качестве военного аудитора. Его жена Мануэла Карраско-и-Кабальеро продала свои драгоценности, чтобы помочь финансировать унитарианскую армию Паса.
Мартин Родригес скончался в Монтевидео 5 марта 1845 года в нищете и забвении. Его останки были репатриированы 15 июля 1891 года и в настоящее время покоятся на кладбище Реколета в городе Буэнос-Айрес.